# 사랑이 있는 곳에
"사랑이 있는 곳에"는 한국에서 제작된 설태호 감독의 1974년 영화이다. 김진규 등이 주연으로 출연하였고 박종찬 등이 제작에 참여하였다.

## 출연

### 주연
- 김진규
- 허진
- 허장강